# ارنست گرکه
 ارنست یوهان گرکه (آلمانی: Ernst Gehrcke؛ زاده ۱ ژوئیهٔ ۱۸۷۸ درگذشته ۲۵ ژانویهٔ ۱۹۶۰) یک فیزیک‌دان اهل آلمان بود. 